# 1894 год в авиации
Список событий в авиации в 1894 году.

## События

### Без точных дат
- Лоуренс Харгрейв разрабатывает планер собственной конструкции, но дело не уходит дальше чертежей.[1]
- Изобретатель Лайвинтаал совершает успешный полёт на велопланере собственной конструкции.[2]
- Попытка полёта аэроплана Гирама Максима.[3]
  - 31 июля 1894 года, когда после новых опытов двигатели пустили на полную мощность пара, гигантский аэроплан Гирама Максима оторвался от нижних рельсов, сломав и вырвав на длине 30 м деревянные бруски наружной колеи. Механик немедленно остановил двигатели, и аэроплан ударился о землю, поломав крыло и один винт.[4]
- Свой собственный аэроплан разработал К. Э. Циолковский.[5]

## Персоны

### Родились
- 24 мая — Прокофьев-Северский, Александр Николаевич, русский и американский лётчик, изобретатель, авиаконструктор.
- 24 декабря — Гинемер, Жорж, выдающийся французский лётчик-истребитель времён Первой мировой войны. В воздушных боях сбил 53 самолёта противника. Сам был сбит 7 раз. Погиб в авиакатастрофе.